# Трудармійський
Трудармі́йський (рос. Трудармейский) — селище у складі Прокоп'євського округу Кемеровської області, Росія.
Стара назва — Трудармійськ.

## Населення
Населення — 4769 осіб (2010; 4831 у 2002).